# NGC 5038
NGC 5038 (другие обозначения — MCG -3-34-31, IRAS13123-1541, PGC 46081) — линзообразная галактика (S0) в созвездии Дева.
Этот объект входит в число перечисленных в оригинальной редакции «Нового общего каталога».
В галактике вспыхнула сверхновая SN 2008cd типа Ia, её пиковая видимая звездная величина составила 16,6.